# Chloromantis impunctata
Chloromantis impunctata är en bönsyrseart som beskrevs av Werner 1929. Chloromantis impunctata ingår i släktet Chloromantis och familjen Iridopterygidae. Inga underarter finns listade i Catalogue of Life.